# سرکی تیتارا
سرکی تیتارا (به انگلیسی: Sarki Titara) یک شهرک در پاکستان است که در شهرستان چهارسده واقع شده‌است.